# جوزف هاجز
جوزف هاجز (انگلیسی: Joseph Lawson Hodges Jr.; ۱۰ آوریل ۱۹۲۲ – ۱ مارس ۲۰۰۰) آماردان اهل ایالات متحده آمریکا بود. او در سال ۱۹۴۹ مدرک دکتری خود را از دانشگاه کالیفرنیا، برکلی دریافت کرد و به هیئت علمی آمار آنجا پیوست.
او در سال ۱۹۲۲ در شریوپورت، لوئیزیانا به دنیا آمد و در فینیکس، آریزونا بزرگ شد. او در سال ۱۹۴۲ مدرک لیسانس خود را از دانشگاه کالیفرنیا دریافت کرد. در تابستان ۱۹۴۴ به یک گروه تحلیل عملیات پیوست و پس از گذراندن دوره‌های آموزشی، در این سمت (به همراه همکاران جوانش، اریچ لئو لهمن و جورج نیکلسون) با نیروی هوایی بیستم در پایگاه هوایی هارمون، گوام خدمت کرد. پس از جنگ، او این کار را برای یک سال دیگر در واشنگتن دی‌سی ادامه داد. در آنجا با تئودورا جین لانگ آشنا شد و در سال ۱۹۴۷ ازدواج کردند. سپس به برنامه جدید آمار در برکلی پیوست و تا پایان کار خود در آنجا ماند.
هودجز به خاطر مشارکت‌هایش در زمینه آمار شناخته شده است، از جمله این مشارکت‌ها می‌توان به برآوردگر هودجز–لهمان، قاعده نزدیک‌ترین همسایه (به همراه اوولین فیکس) و برآوردگر هاجز اشاره کرد.